# Bělopásek tavolníkový
Bělopásek tavolníkový (Neptis rivularis) je druh motýla z čeledi babočkovití vyskytujícího se od Francie přes Evropu a Asii až po Dálný východ.

## Popis

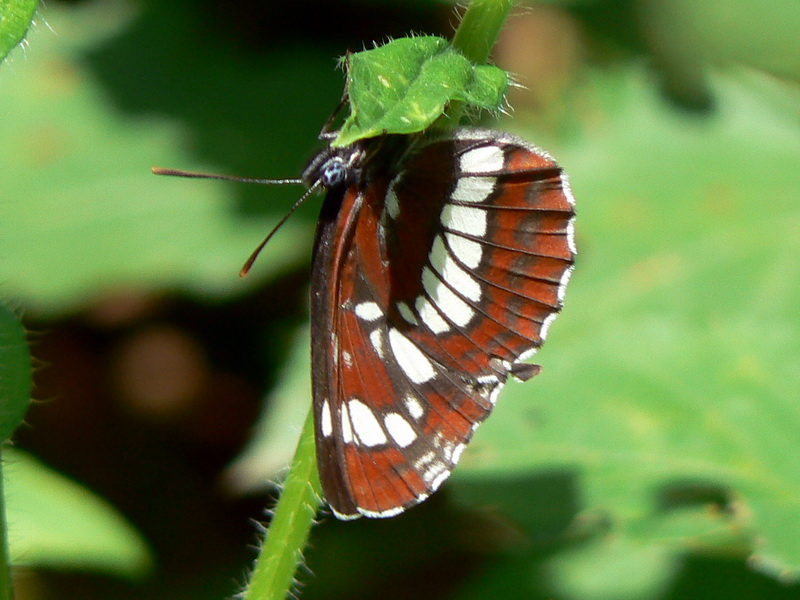
Spodní strana křídel

Bělopásek tavolníkový má tmavá křídla, jejich barva přechází od tmavě hnědé až do černé. Čím starší je motýl, tím jsou křídla bledší, protože jsou křehká a stírají se z nich snadno šupiny. Na předních i zadních křídlech má bílé skvrny, do řady jsou zarovnány pouze na zadních křídlech. Spodní strana křídel má také pás bílých skvrn a je rezavě hnědá. Rozpětí křídel se pohybuje v rozmezí 44–50 mm.

## Výskyt
Bělopásek tavolníkový se vyskytuje od jihovýchodní Francie přes sever Balkánu a Švýcarsko, sever Itálie, Rakousko, ČR, Slovensko a jihovýchod Polska až po Sibiř, Mongolsko, Čínu, Koreu, Japonsko a Dálný východ. Obývá oblasti podél vodních toků. Živnou rostlinou housenek je v ČR tavolník vrbolistý.
Bělopásek tavolníkový je jednogenerační motýl a létá především v červu a červenci.

## Ohrožení
V ČR je bělopásek tavolníkový zařazen do kategorie „téměř ohrožený“, protože se vyskytuje výhradně na jihu Čech, a to především v Třeboňské pánvi, kde díky přírodním rezervacím a porostům tavolníku ohrožený není. Do poloviny 20. století byl rozšířený také na Moravě, kde je dnes ale vyhynulý.